# Кузоменская волость
Ку́зоменская во́лость — административно-территориальная единица в составе Кемского, Кольского (с 1899 — Александровского), Мурманского уездов Архангельской губернии и Мурманской губернии РСФСР с волостным центром в селе Кузомень, существовавшая в 1841—1927 годах.

## История
Кузоменская волость в составе Кольского уезда была образована в 1841 году путём слияния Варзужской и Умбской волостей. В 1858 году в связи с ликвидацией Кольского уезда волость отошла к Кемскому уезду. В 1861 году Кузоменская волость была преобразована в сельское общество, а из её состава выделено Умбское сельское общество. В 1866 году Кузоменское сельское общество вновь стало волостью. В 1883 году Кузоменская волость вошла в новый Кольский уезд (в 1899 году он был переименован в Александровский).
1 марта 1920 года в Кузоменской волости были созданы сельсоветы: Варзугский, Кашкаранский и Кузоменский. Однако уже 2 июня Кузоменский с/с был упразднён (восстановлен 14 мая 1921 года).
В 1921 году Кузоменская волость вошла в новую Мурманскую губернию.
1 августа 1927 года Кузоменская волость была упразднена. Вся её территория вошла в Терский район.

## Состав
По данным на 1913 год входили 4 населённых пункта
- Варзуга
- Кашкаранцы
- Кузомень — волостной центр
- Сальница (Сальницы)